# Bernd Lühr
Bernd Lühr ist ein ehemaliger deutscher Basketballspieler.

## Leben
Lühr spielte 1970/71 mit dem SV St. Georg in der Basketball-Bundesliga, stieg mit der Mannschaft jedoch ab und wechselte anschließend innerhalb der Hansestadt Hamburg zum Hamburger TB. Mit dem HTB war er ab 1971 in der Bundesliga vertreten. Lühr wurde auf der Innenposition eingesetzt. Im April 1974 stand er mit den Hamburgern im Endspiel um den DBB-Pokal. Lühr war gemeinsam mit Erhard Apeltauer (beide 14 Punkte) bester Werfer des HTB, man verlor das Endspiel aber deutlich gegen TuS 04 Leverkusen (61:88). 1997 wurde im Fach Biologie an der Universität Hamburg seine Doktorarbeit zum Thema Die Wirkung von Neuromodulatoren auf die Signalverarbeitung in der auditorischen Bahn der Grille Gryllus bimaculatus deGeer angenommen. Beruflich war er als Programmierer tätig.